# Persoonia mollis
Persoonia mollis(лат.) — чагарник, вид роду Персоонія (Persoonia)   сімейства Протейні (Proteaceae) , ендемік Нового Південного Уельсу. Прямостійний або спадаючий кущ з лінійним, довгастим або лопатообразним листям, жовтими квітками й дрібними плодами.

## Ботанічний опис
Persoonia mollis - прямостоячий або розкинутий чагарник висотою 0,2-5 м з гладкою корою. Молоді гілочки вкриті сірувато-рудими волосками. Листя лінійчасте, від довгастих до списоподібних або лопаткоподібних, 15-120 мм завдовжки, 0,8-17 мм завширшки і набагато світліше на нижній поверхні. Квітки розташовані групами по довжині до 150 мм вздовж квітконоса, який після цвітіння переростає в листовий втечу, кожна квітка на квітконіжці близько 1-3 мм у довжину, зазвичай з листочком біля основи. Листочки оцвітини жовті, довжиною 8-11,5 мм, зовні покриті волосками. Цвітіння переважно відбувається з кінця грудня до травня. Плід — невелика зелена кістянка близько 8 мм завдовжки та 7 мм завширшки    .

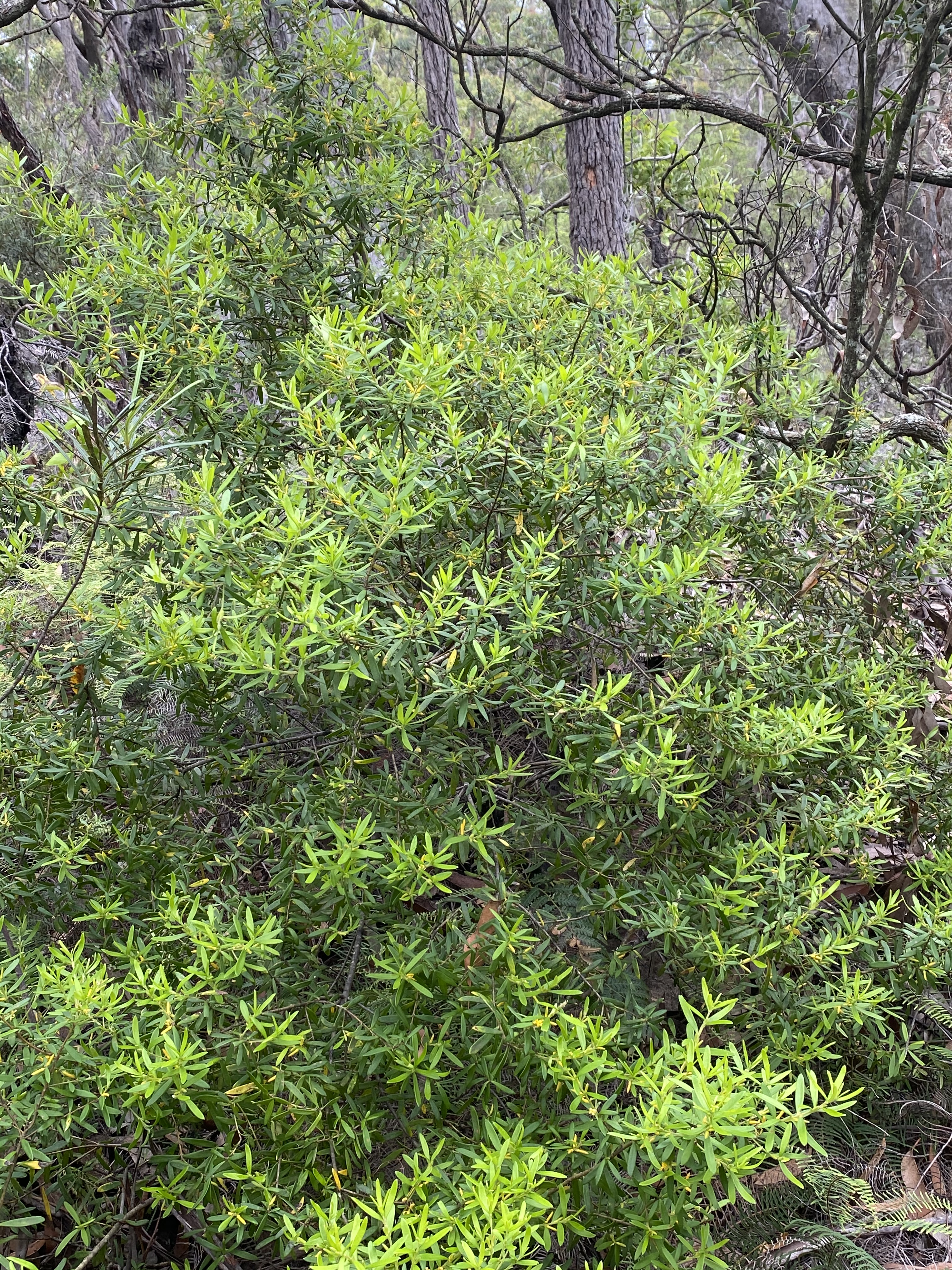
Загальний вигляд : P. mollis nectens
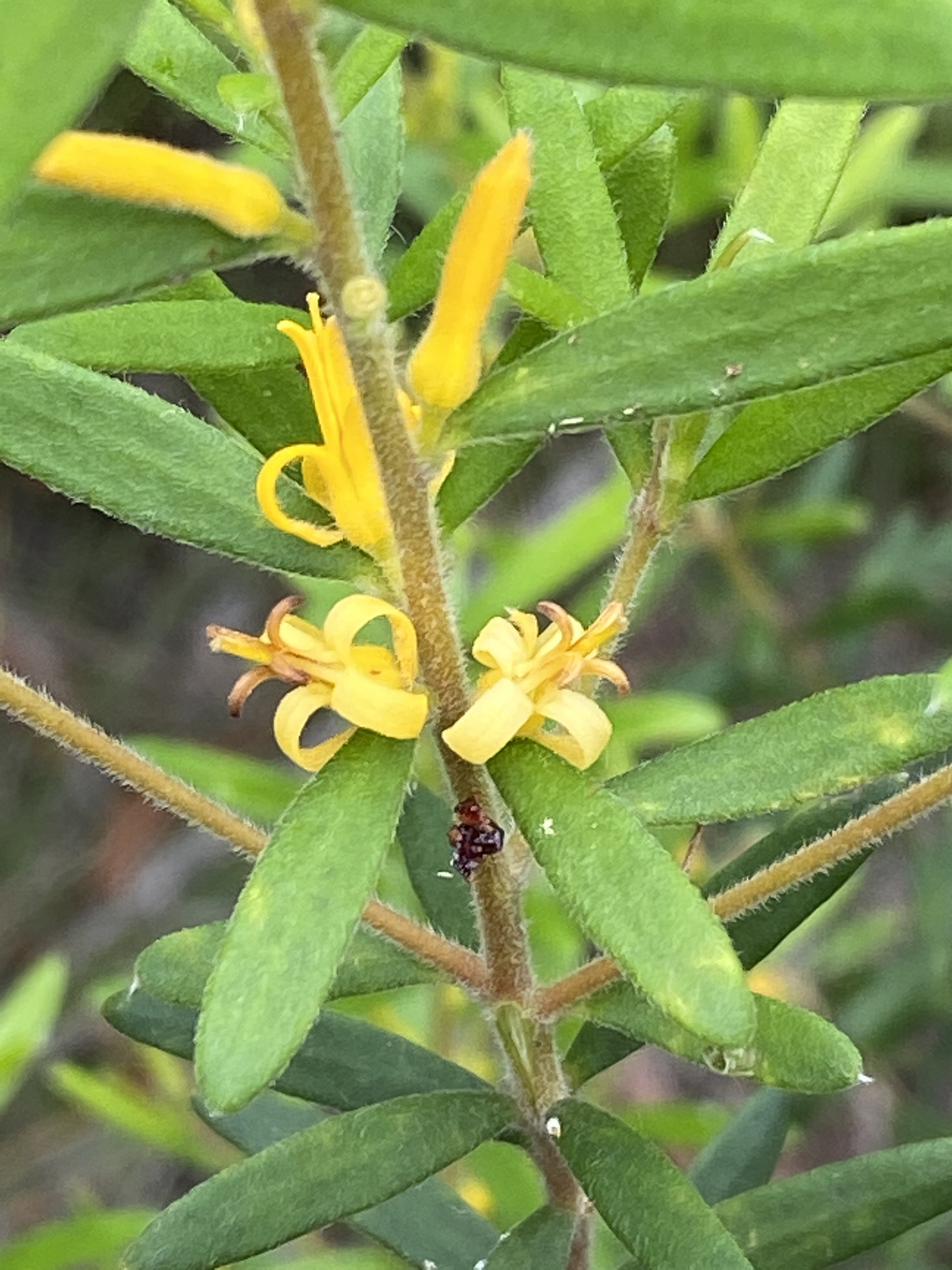
Квітки та листя підвиду P. mollis nectens
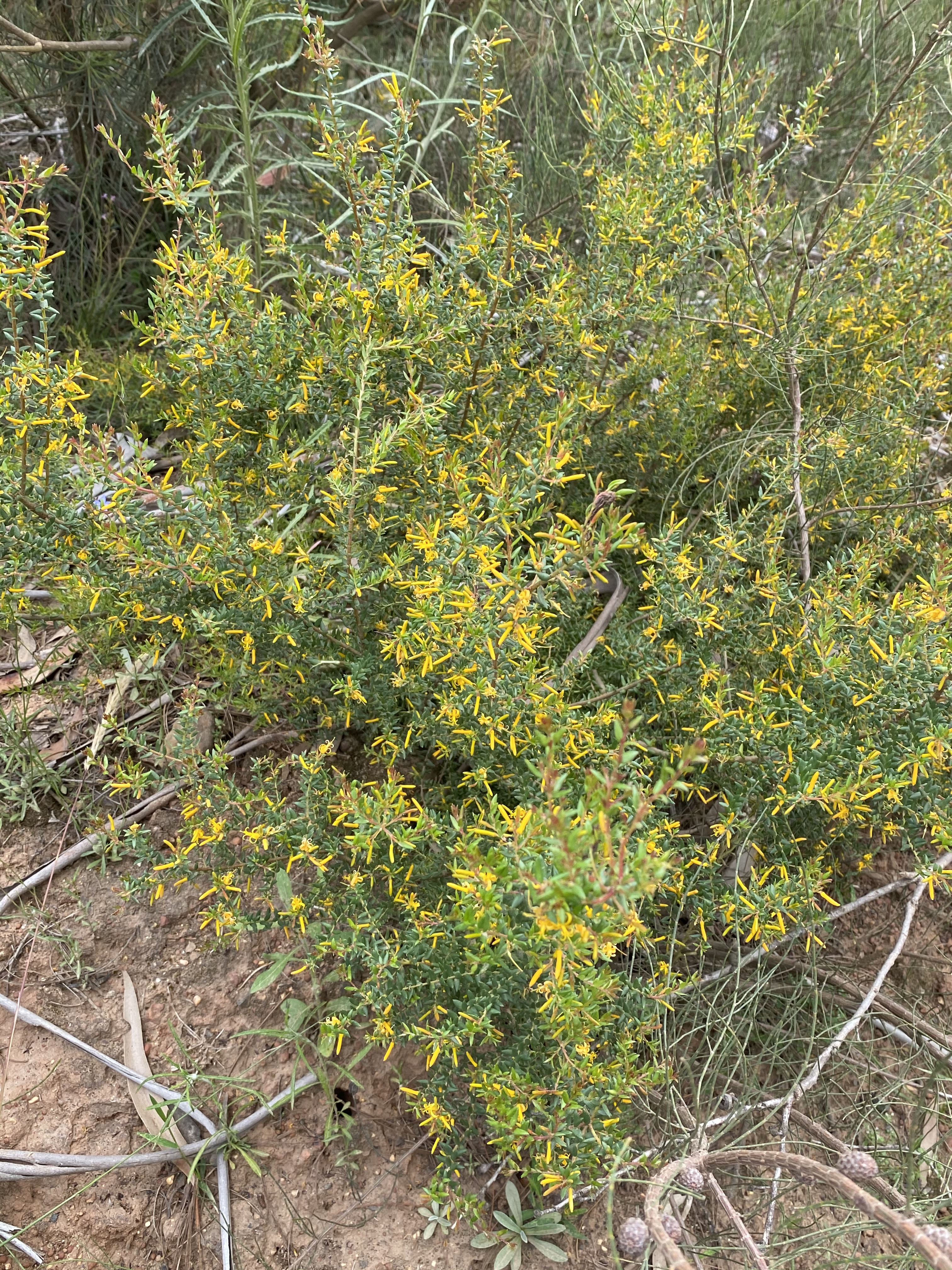
Загальний вигляд : P. mollis livens
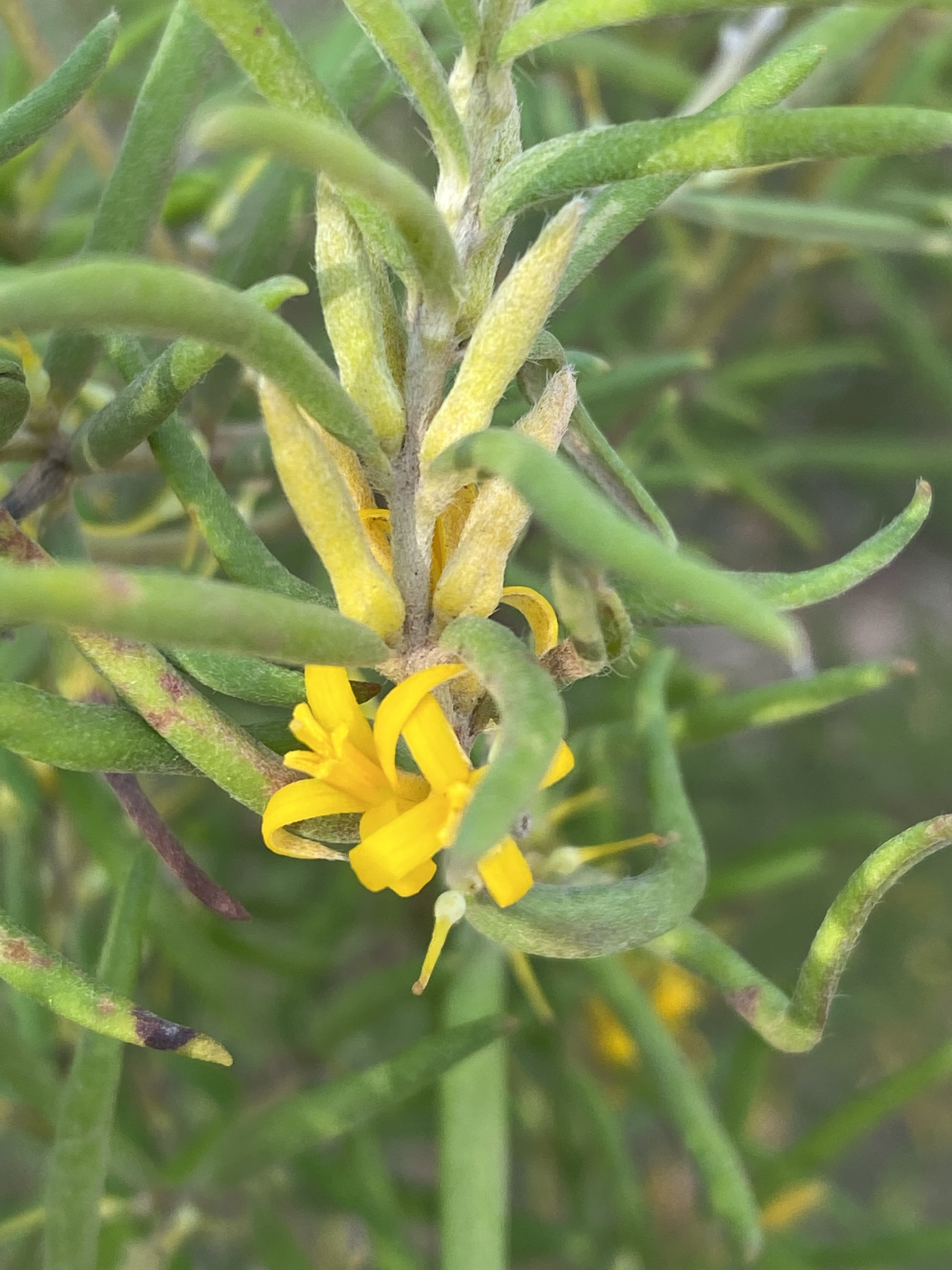
Квітки та листя підвиду P. mollis livens

## Таксономія
Вперше вигляд був офіційно описаний в 1810 Робертом Брауном в Transactions of the Linnean Society of London  .
У 1991 році Зігфрід Краус і Лоренс Джонсон описали дев'ять підвидів P. mollis в журналі Telopea, прийняті Австралійським каталогом рослин:
- Persoonia mollis budawangensis S.Krauss & LASJohnson [7] являє собою прямостоячий чагарник висотою 1,2-4 м з невеликим довгастим листям, в основному 15-60 мм завдовжки і 0,8-6 мм завширшки і є ендемічним для хребта. [3] ;
- Persoonia mollis caleyi (R.Br.) S.Krauss & LASJohnson [8] являє собою прямостоячий чагарник висотою 1,2-4 м з маленьким, лінійним або вузьким списоподібним листям 30-60 мм у довжину і менше 6 мм завширшки [3] ;
- Persoonia mollis ledifolia (A.Cunn. ex Meisn. ) S.Krauss & LASJohnson [9] - прямостоячий чагарник висотою 1,2-4 м з невеликим довгастим листям, в основному 20-40 мм у довжину і 0,8-6 мм завширшки й знаходиться між водоспадом Фіцрою і долиною Кенгуру [3] ;
- Persoonia mollis leptophylla S.Krauss & LASJohnson [10] [3] густий компактний кущ висотою 0,8-1,5 м з яскраво-зеленим, лінійним або ниткоподібним листям 0,8-1,5 мм, широкі рідкоопушені на нижній поверхні ;
- Persoonia mollis livens S.Krauss & LASJohnson [11] являє собою густий компактний чагарник висотою 0,8-1,5 м із зеленим і сіруватим, лінійним або ниткоподібним листям 0,8-1,5 мм шириною, густоопушеним на нижній поверхні [3] ;
- Persoonia mollis maxima S.Krauss & LASJohnson [12] має велике, м'яке, списоподібне листя довжиною 40-80 мм і шириною 6-17 мм, квіткові бруньки покриті мідним покривом. пофарбовані волоски довжиною близько 2-3 мм [3] ;
- Persoonia mollis R.Br. subsp. mollis [13] має велике, м'яке, ланцетове листя довжиною 40-80 мм і шириною 6-17 мм, квіткові бруньки густо покриті білястими волосками близько 1 мм довжиною [3] ;
- Persoonia mollis nectens S.Krauss & LASJohnson [14] має великі, гнучкі, але не м'які, списоподібні листя довжиною 40-80 мм і шириною 6-17 мм, а також рідкісні квіткові бутони вкриті білими волосками довжиною близько 0,5 мм [3] ;
- Persoonia mollis revoluta S.Krauss & LASJohnson [15] — розкинутий розлогий чагарник висотою 0,1-0,5 м і шириною до 4 м з довгастим або яйцеподібним листям 30 -60 мм завдовжки й більше ніж 6 мм завширшки [3].

## Поширення та місцеперебування
Persoonia mollis - ендемік австралійського штату Нового Південного Уельсу. Росте на пустках і в лісі, зазвичай на піщаникових ґрунтах, від Блакитних гір та річки Хоксбері на південь до річки Клайд.
- Підвид budawangensis росте в лісі і є ендеміком хребта Будаванг [16] ;
- Підвид caleyi росте в лісі між затокою Джервіс та Південним Даррасом на Південному узбережжі [17] ;
- Підвид ledifolia зустрічається між Кангалоном, річкою Шолхейвен, Джамбероо та Вінгелло, де росте від пусток до лісу на піщанику Хоксбері [18] ;
- Підвид leptophylla зустрічається між річкою Шолхейвен, хребтом Будаванг, Нерріга і Новра та на півострові Бікрофт, де він росте на пустках і в лісах на пісковиках Новра та Конджола [19] ;
- Підвид livens зустрічається між Пенроузом, Гоулберном і Брейдвудом, росте в лісах на метаосадових породах і конгломератах [20] ;
- Підвид maxima росте в лісі на піщанику Хоксбері в районі Коуен-Хорнсбі [21] ;
- Підвид mollis зустрічається у лісі на піщанику у Блакитних горах [22] ;
- Підвид nectens зустрічається між Окдейлом, вершиною пагорба та укосом Іллаварра, де росте у лісі [23] ;
- Підвид revoluta росте в лісі на піщанику Хоксбері між ущелиною Наттай, Булліо, Беррімою та Каньйонлі [24].